# Rallye Safari 1978
Die 26. Rallye Safari war der 3. Lauf zur Rallye-Weltmeisterschaft 1978. Sie fand vom 23. bis zum 27. März in der Region von Nairobi statt.

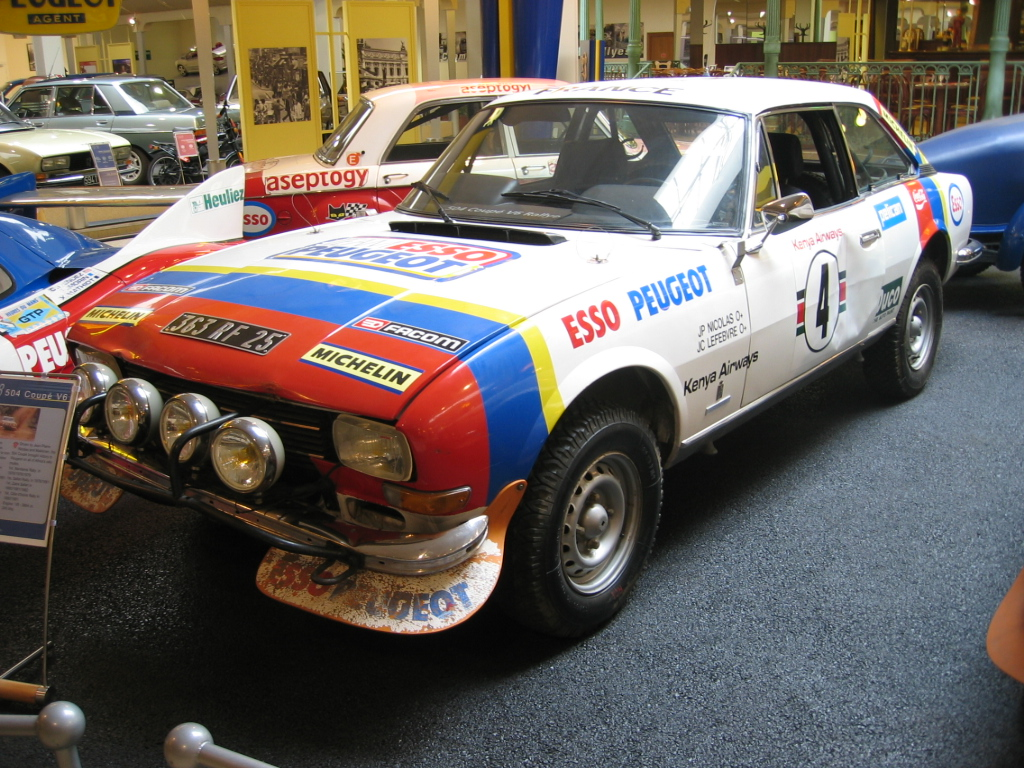
Das Siegerauto der Rallye Safari 1978, ein Peugeot 504 V6 Coupé.

## Bericht
Die Werksteams von Ford und Fiat-Lancia verzichteten wegen des hohen Aufwands nach Kenia zu reisen. Daher meldeten die Fahrer der Fahrzeuge von Datsun, Porsche, Mercedes und Peugeot den Anspruch auf den Sieg an. Die Safari Rallye 1978 wurde allerdings dann zu einem der schwärzesten Kapitel in der Geschichte des Rallysports. Zunächst wurden zwei nicht an der Rallye teilnehmende Autos in einen Unfall verwickelt mit dem Peugeot-Fahrer Rob Collinge, dabei starben fünf Passanten. Zwei Tage später fuhr ein Tanklastwagen in eine Zeitkontrolle und tötete vier Zuschauer. Die über 5000 Kilometer lange Rallye, die in der Steppe und über das kenianische Bergland führte, wurde von außergewöhnlich heftigen Regenfällen begleitet. Rauno Aaltonen und Harry Källström, beide mit einem Datsun 160J unterwegs, übernahmen die Führung, während die favorisierten Porsche 911 mit Vic Preston jr. und Björn Waldegård am Steuer, nach Fahrfehlern zurückfielen. Bis rund 400 Kilometer vor dem Ziel schauten die Datsun wie die sicheren Sieger aus. Doch dann brach am Auto von Källström die Hinterradaufhängung und Aaltonen überschlug sich, was einen Lenkungsbruch zur Folge hatte. Nach fünftägigem Kampf von Mensch und Fahrzeug am Limit, konnte sich der Peugeot-Fahrer Jean-Pierre Nicolas als Sieger abwinken lassen. Nach guten Fahrten bei den abschließenden Wertungsprüfungen in der Nacht rund um den Mount Kenia, sicherte sich Preston im Porsche 911SC den zweiten Platz. Aaltonen konnte mit seinem beschädigten Auto den dritten Rang ins Ziel retten. Der dreifache Sieger der Rallye Safari Joginder Singh, mit einem Mercedes 280E gestartet, blieb bereits am ersten Tag in einem Flussbett stehen.

## Klassifikationen

### Endergebnis
Bei der Rallye Safari mussten von den Fahrzeugen mehrere Zeitkontrollen über die zu fahrenden 5016 Kilometern durchfahren werden. Dabei wurde ein Punktesystem angewendet. Jene Piloten mit der tiefsten Punktezahl bekamen umgerechnet am wenigsten Strafzeit. Jenes Fahrzeug mit der tiefsten Strafzeit gewann die Rallye.
| Rang | Fahrer              | Co-Pilot             | Auto                   | Zeit (Std./Min.) | Rückstand Sieger (Std./Min.) Rückstand V (Std./Min.) |
| ---- | ------------------- | -------------------- | ---------------------- | ---------------- | ---------------------------------------------------- |
| 1    | Jean-Pierre Nicolas | Jean-Claude Lefèbvre | Peugeot 504 V6 Coupé   | 08:18            | 00:00                                                |
| 2    | Vic Preston         | John Lyall           | Porsche 911            | 08:55            | 00:37                                                |
| 3    | Rauno Aaltonen      | Lofty Drews          | Datsun 160J            | 09:10            | 00:52 00:15                                          |
| 4    | Björn Waldegård     | Hans Thorszelius     | Porsche 911            | 09:48            | 01:30 00:38                                          |
| 5    | Simo Lampinen       | Henry Liddon         | Peugeot 504 V6 Coupé   | 13:37            | 05:19 03:49                                          |
| 6    | Sobiesław Zasada    | Błażej Krupa         | Mercedes 280CE         | 15:30            | 07:12 01:53                                          |
| 7    | Johnny Hellier      | Kanti Shah           | Datsun 160J            | 18:26            | 10:08 02:56                                          |
| 8    | Frank Tundo         | Dave Haworth         | Ford Escort RS1800     | 18:54            | 10:36 00:28                                          |
| 9    | Jayant Shah         | Najeet Eisa          | Datsun 160J            | 20:44            | 12:26 01:50                                          |
| 10   | Hanspeter Ruedin    | Eckardt Ender        | Mitsubishi Colt Lancer | 20:50            | 12:32 06:00                                          |

Insgesamt wurden 13 von 72 gemeldeten Fahrzeuge klassiert:

### Herstellerwertung
| Pos. | Team    | Punkte |
| ---- | ------- | ------ |
| 1    | Porsche | 34     |
| 2    | Fiat    | 28     |
| 3    | Ford    | 25     |
| 4    | Opel    | 22     |
| 5    | Lancia  | 20     |

Die Fahrer-Weltmeisterschaft wurde erst ab 1979 ausgeschrieben.